# Робинсон, Джоан
Джоан Вайолет Робинсон (англ. Joan Violet Robinson; урождённая Морис англ. Maurice; 31 октября 1903, Камберли, Суррей, Великобритания, — 5 августа 1983, Кембридж, Великобритания) — английский экономист и общественный деятель, представитель посткейнсианского направления в экономической науке. Член Британской академии с 1958.

## Биография
Отец — генерал, военный корреспондент и писатель баронет Фредерик Бартон Морис. После окончания Лондонской женской школы св. Павла Джоан Робинсон в 1922—1925 училась на экономиста в Кембриджском университете, где могла присутствовать на лекциях ведущих политэкономов мира — Джона Мейнарда Кейнса, Альфреда Маршалла, Артура Сесила Пигу. В 1925 вышла замуж за известного экономиста Остина Робинсона, у них было две дочери. Прожив два года в Индии (1925—1927), Робинсон вернулась в Кембриджский университет в качестве преподавателя. К этому моменту Кейнс и его молодые левые последователи, в первую очередь Пьеро Сраффа, с их критикой неоклассической теории стали «властителями дум» Кембриджа. В работе «Кейнсианского кружка», изучавшего и обсуждавшего идеи Кейнса, активно участвовала и Джоан Робинсон.
Во время Второй мировой войны Джоан Робинсон работала в нескольких Комитетах Правительства Великобритании. В тот период она посетила Советский Союз и Китай. Заинтересовавшись развивающимися странами, она внесла значительный вклад в современное понимание данного раздела экономики. Позднее она приветствовала культурную революцию. Двое её учеников — Джозеф Стиглиц и Амартия Сен — получили Нобелевскую премию по экономике.

## Основные идеи
Изначально сторонница неоклассической экономической теории, она изменила свои взгляды после знакомства с Джоном Мейнардом Кейнсом. Первая теоретическая работа Робинсон «Теория несовершенной конкуренции», изданная в 1933 году, принесла её тридцатилетнему автору известность. Работа, опубликованная в разгар «Великой депрессии» (которую пытался объяснить Кейнс), была посвящена общему состоянию экономики и ценообразованию в частности в условиях несовершенной конкуренции, обусловленной ничем не ограниченным господством монополий на рынке. Условиями оформления монополии в труде названы концентрация капитала, увеличение размеров предприятий и дифференциация продукта. Робинсон акцентировала внимание на негативных и пагубных для общества эффектах монополизации — росте безработицы, ограничении производства, повышении цен, торможении научно-технического прогресса.
Как представительница Кембриджской экономической школы, Робинсон содействовала распространению «Общей теории занятости, процента и денег» Кейнса. В 1936 и 1937 годах она писала в основном о применении данной теории к занятости.
В своих исследованиях Робинсон руководствовалась не только теорией Кейнса, но и классической английской политэкономией (в первую очередь учением Давида Рикардо), а также марксизмом. В отличие от неоклассиков Робинсон глубоко уважала и использовала достижения марксистской политэкономии, допуская совмещение марксизма, кейнсианства и инструментария неоклассической теории. Своё отношение к наследию Маркса сама Робинсон оценивала следующим образом: «Вклад Маркса в науку был настолько важным и имел такое влияние на способ мышления как его противников, так и сторонников, что в наше время найти среди историков и социологов чистого немарксиста так же сложно, как среди географов — защитников теории плоскости Земли. В этом отношении все мы — марксисты». Проявляя интерес к марксизму, Робинсон вместе с тем отрицала трудовую теорию стоимости Маркса, объясняющей инструмент эксплуатации в капиталистическом обществе, оставаясь на позициях трудовой теории стоимости Рикардо. Она даже считала, что остальные исследователи акцентируют слишком много внимания на трудовой теории стоимости, обделяя им другие достижения Маркса.
Отстаивая последовательные кейнсианские принципы, Робинсон вела бескомпромиссную критику неоклассической школы и её реаниматоров в XX веке, вплоть до выявления формально-логических неоднозначностей маржинализма. Однако она считала существующую модификацию кейнсианства, воплощавшуюся в западных государствах всеобщего благосостояния, недостаточной (считая её всего лишь «мнимо кейнсианской»). Кризис кейнсианской теории и реванш неоклассицизма она объясняла тем, что «кейнсианская революция» не была доведена до конца и не стала полноценной альтернативой неоклассической теории, а только усовершенствовала её, законсервировав её основополагающие принципы.
В «Очерках марксистской экономики», опубликованных в 1942 году, Робинсон сосредоточилась на Марксе как экономисте, что способствовало возобновлению дискуссии об этом аспекте его наследства. Признавая заслуги марксизма, Джоан Робинсон одобрительно относилась и к социализму в целом, но имела о нём довольно размытые представления. Она признавала, что только социализм предоставляет слаборазвитым странам возможность преодоления бедности и технологической отсталости. Имея активную гражданскую позицию и в целом левые убеждения, Джоан Робинсон выступала за разрядку и мирное сосуществование, против распространения ядерного оружия и эскалации международной напряжённости.
В 1949 году она была приглашена Рагнаром Фришем занять пост вице-президента Эконометрического общества. Джоан Робинсон отказалась, пояснив, что не сможет войти в редакционную коллегию журнала этого общества, поскольку она не способна его читать.
В 1956 году Джоан Робинсон опубликовала свою основную работу — «Накопление капитала», которая расширяла кейнсианскую экономическую теорию применительно к долгосрочному периоду. Спустя 6 лет, она опубликовала другую книгу по теории экономического роста, в которой говорилось о концепции траектории экономического роста «золотого века». Впоследствии совместно с Николасом Калдором Джоан Робинсон разработала Кембриджскую теорию роста. В конце жизни она сосредоточилась на методологических проблемах экономики, пытаясь восстановить первоначальный смысл общей теории Кейнса. Между 1962 и 1980 годами Джоан Робинсон написала ряд книг в попытке донести некоторые экономические теории до широкой публики. Она предлагала разработать альтернативу возрождению классического либерализма (см. Неолиберализм). Окажет горячую поддержку приближавшемуся к пику своей интеллектуальной карьеры Альфреду Эйхнеру.

## Библиография

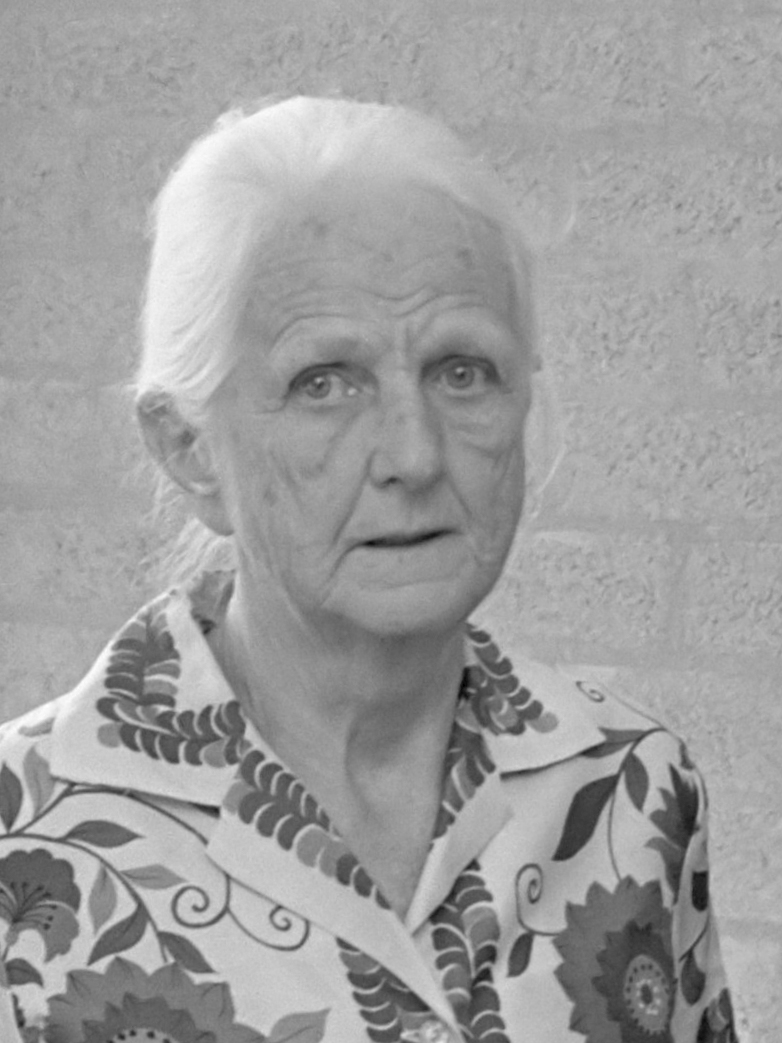
Робинсон в 1973 году